# Cercopithèque noir et vert
Allenopithecus nigroviridis · Cercopithèque de Allen, Singe de Pocock
Genre
Espèce
Statut de conservation UICN

 LC  : Préoccupation mineure
Statut CITES
Le Cercopithèque noir et vert , (Allenopithecus nigroviridis) aussi appelé Cercopithèque de Allen, ou Singe de Pocock est une espèce de primates de la famille des cercopithécidés.
C'est la seule espèce du genre Allenopithecus (genre monotypique).

## Répartition
Cette espèce est présente en république du Congo, en république démocratique du Congo et au Cameroun. Elle vit dans les forêts marécageuses.

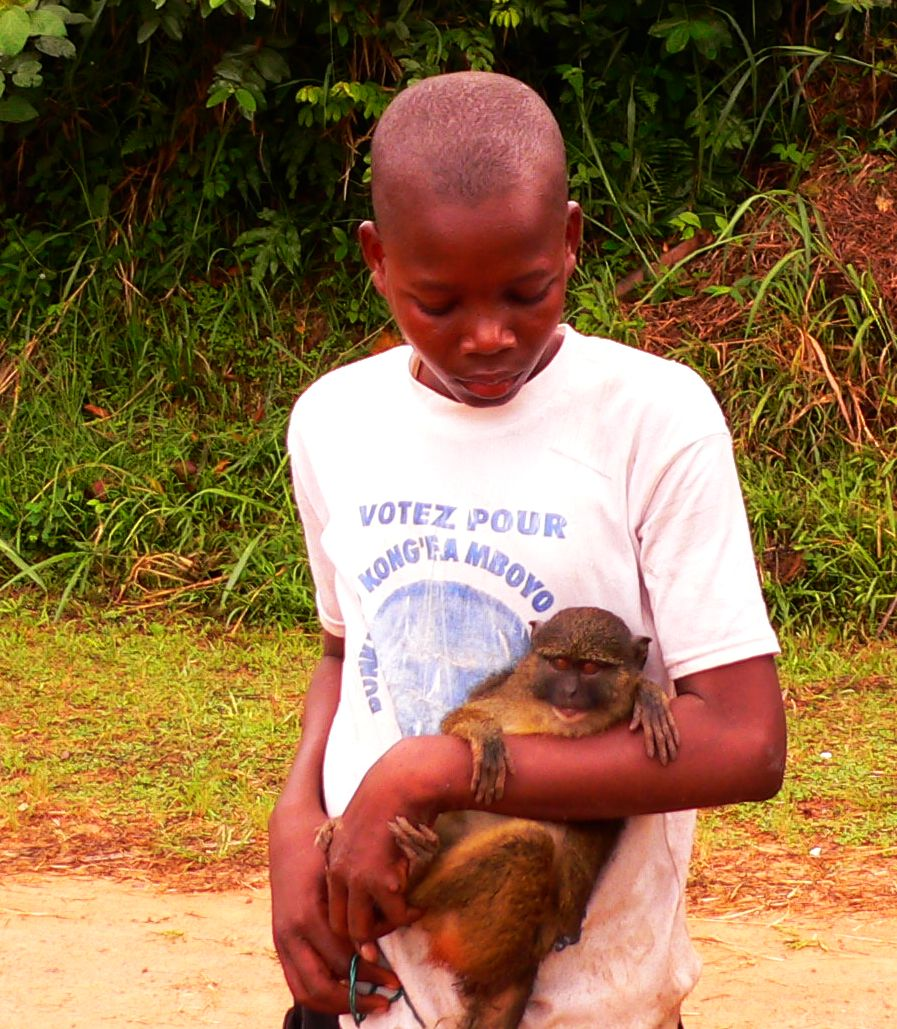
Bien que toujours chassé pour sa viande, le Cercopithèque de Allen est de plus en plus considéré comme un animal domestique. Photo prise dans Basankusu, 2007.

### GenreAllenopithecus
- (en) Mammal Species of the World (3e  éd., 2005) :  Allenopithecus   Lang, 1923
- (en) Catalogue of Life : Allenopithecus Lang, 1923 (consulté le 10 mai 2025)
- (fr + en) ITIS : Allenopithecus Lang, 1923
- (en) Animal Diversity Web : Allenopithecus
- (en) NCBI : Allenopithecus (taxons inclus)

### EspèceAllenopithecus nigroviridis
- (en) Mammal Species of the World (3e  éd., 2005) : Allenopithecus nigroviridis  Pocock, 1907, 1907
- (en) Catalogue of Life : Allenopithecus nigroviridis (Pocock, 1907) (consulté le 15 décembre 2020)
- (fr + en) ITIS : Allenopithecus nigroviridis  (Pocock, 1907)
- (en) Animal Diversity Web : Allenopithecus nigroviridis
- (en) NCBI : Allenopithecus nigroviridis (taxons inclus)
- (en) UICN : espèce Allenopithecus nigroviridis (Pocock, 1907) (consulté le 17 mai 2015)
- (en) CITES : Allenopithecus nigroviridis (Pocock, 1907)  (+ répartition sur Species+) (consulté le 17 mai 2015)
- (fr) CITES : taxon  Allenopithecus nigroviridis (sur le site du ministère français de l'Écologie) (consulté le 17 mai 2015)